# میریام بویر
میریام بویر با خوانش صحیح فرانسوی میریام بوآیه (فرانسوی: Myriam Boyer‎؛ زادهٔ ۲۳ مهٔ ۱۹۴۸) بازیگر اهل فرانسه است.
از فیلم‌ها یا برنامه‌های تلویزیونی که وی در آنها نقش داشته‌است می‌توان به یوناس که در سال ۲۰۰۰ بیست‌وپنج ساله خواهد بود، زیادی برات خوشگله، اورانوس، صدای یخ، غریزه جنایت، ۱، ۲، ۳، خورشید،  تمام صبح‌های جهان و عاشق دوگانه اشاره کرد.